# ドメニコ・フェラーリ
ドメニコ・フェラーリ（Domenico Ferrari 1722年 - 1780年）は、イタリアの作曲家、ヴァイオリニスト。

## 生涯
フェラーリはピアチェンツァに生まれた。彼はジュゼッペ・タルティーニ門下でも最も優秀な弟子の1人であり、訓練課程を終えるとクレモナに住居を移した。1749年に初めてウィーンの宮廷で演奏を披露すると、優れたヴァイオリニストとして喝采を浴びる。1753年にはシュトゥットガルトにあったヴュルテンベルクの宮殿での職を得て、ここでピエトロ・ナルディーニと同様にソロ・コンサートを催した。1754年にパリのコンセール・スピリチュエルにおいて大成功を収めたフェラーリは、ここに居を構えることに決めた。彼はパリに没した。
知られているフェラーリの作品は全てが器楽曲である。通奏低音の扱いに特徴が見られることから、彼の音楽のバロック様式的な性格が窺われる。しかしながら和声法や3楽章制をとるソナタでは、彼の語法は古典派により接近している。彼は一部作品においてバロックの低音の走句を緩やかに動く低音部へと置き換えている。フェラーリのソナタはフラジオレットをソナタの中で用いた初期の例にあたり、歴史的見地から興味深い。
フェラーリの兄であるカルロ・フェラーリ（1714年-1790年）はパルマのcapella ducaleのチェリストであり、パリでチェロソナタ集を出版している。

## 主要作品
- 6つのトリオソナタ （ロンドン、1757年）
- ヴァイオリンと通奏低音のための36のソナタ Op.1-6 （パリ、1758年–1762年）
- 2つのヴァイオリンのための6つのデュオ・ソナタ Op.2 No.1 （No.2はナルディーニ作） （ロンドン、1765年頃）
- ヴァイオリン、チェンバロまたは通奏低音のための6つのソナタ Op.2 作者不確定 （アムステルダム、1766年–1774年頃）
- ヴァイオリンと弦楽合奏のための協奏曲
- フルートと通奏低音のためのソナタ断章
- 6つの新しいロマンス （パリ）